# Bill Paxton
William Archibald Paxton, ameriški igralec in direktor * 17. maj 1955 Fort Worth, Texas ZDA † 25. februar 2017 Los Angeles, Kalifornija, ZDA.                                                            
Paxton je igral v filmih, kot so Terminator (1984), Commando (1985), Vesoljci (1986), Apollo 13 (1995), Twister (1996), Titanic (1997), Močan Joe Young (1998) in Navpična meja (2000). Igral je tudi v dramatični seriji HBO Velika ljubezen (2006–2011), saj je med igranjem v oddaji prejel tri nominacije za zlati globus. Nominiran je bil za nagrado Primetime Emmy in nagrado Ceha ekranskih igralcev za upodobitev Randalla McCoya v miniserijah Hatfields & McCoys (2012) Randall McCoy. Njegov zadnji filmski nastop je bil v filmu The Circle (2017), ki je izšel dva meseca po njegovi smrti.

## Zgodnje življenje
Paxton se je rodil in odraščal v Teksasu. Bil je sin poslovneža Johna Lanea Paxtona in Mary Lou Paxton. Ko se je pri 18 letih preselil v Los Angeles, se je kmalu srečal z Rogerjem Cormanom v filmski industriji. Pozneje se je Paxton preselil v New York City, kjer je študiral igranje na newyorški univerzi. 

## Filmska kariera
Po diplomi se je znova preselil v Los Angeles v Kaliforniji, kjer je sprva delal kot scenograf pri filmih režiserja Rogerja Cormana. Navdih za to se je naveselil v New Yorku in izpopolnjeval igralstvo na newyorški univerzi pod vodstvom Stelle Adlerja. 
Igral je Johna v filmu Jonathan Demme Crazy Mama (1975) s Clorisom Leachmanom, Stuartom Whitmanom v Ann Sothern. Sodeloval je tudi v oddaji Saturday Night Live (1975). Potem ko je bil prepričan, da igra v trilerju The Lords of Discipline (1983), je Gilbreath skupaj z Davidom Keithom odigral človeško vodstvo v filmu Jamesa Camerona, Terminator (1984). Za lastnika Williama Hudsona v trilerju  Tujci - odločitveni spopad (Aliens, 1986) z Sigourney Weaver je bil predhodno nagrajen za nagrado Saturn za najboljše igranje v vlogi. V komediji Johna Hughesa, Dekle z računalnikom (Weird Science, 1985) s Kelly LeBrock je predstavil kot Chet Donnelly, Wyatt-ov sadistično starejši brat. V filmu Cosmatos Tombstone Georgea Westa (1993) je igral Morgana, naivnega brata Wyatta Earpa. 
V več kot štiridesetih letih kariere je igral in nastopal v številnih nepozabnih vlogah. Še vedno je znan po igranju v hollywoodskih uspešnicah 90-ih: Resnične laži (True Lies, 1994) kot prodajalec avtomobilov Jamie Lee Curtis, Apollo 13 (1995) kot vojaški pilot v astronavtu Fred Haise, Twister (1996) kot lovec na veliki tornado in Titanic (1997) kot Brock Lovett, veliki lovec na morske zaklade.  

## Zasebno življenje
Paxton se je dvakrat poročil in enkrat ločil. Prvič se je leta 1979 poročil s Kelly Rowan. Skupaj sta bila komaj eno leto, ko sta se leta 1980 dokončno ločila. Pozneje se je leta 1987 poročil s Louise Newbury, ki jo je srečal v Združenem Kraljestvu. Skupaj sta bila vse do Paxtonove smrti. Imata dva otroka, Jamesa Paxtona (rojen leta 1994), ki je tudi igralec in Lydio Paxton (rojena leta 1997).

## Smrt
V začetku februarja 2017 je Paxton v intervjuju z Marcom Maronom izjavil, da ima poškodovano srčno zaklopko, ki je bila posledica revmatične vročine za katero je zbolel v mladosti, ko je imel 13 let. 14. februarja 2017 je Paxton opravil operacijo odprtega srca, da bi mu popravili poškodovano srčno zaklopko in njegovo aorto. Enajst dni pozneje, 25. februarja 2017 je Bill Paxton zaradi možganske kapi umrl, star 61 let.
Paxton je bil kremiran in pokopan v spominskem parku Forest Lawn v Hollywood Hillsu.

## Filmografija
| Leto | Film                                  | Vloga                      | Drugo           |
| ---- | ------------------------------------- | -------------------------- | --------------- |
| 1975 | Nora mama                             | John                       | Nekateritzirano |
| 1981 | Mesar, baker, izdelovalec nočne more  | Eddie                      |                 |
| 1983 | Nepremišljeno                         | Bobo                       |                 |
| 1984 | Terminator                            | Punk Leader                |                 |
| 1986 | Vesoljci                              | Zasebnik Williama Hudsona  |                 |
| 1987 | Blizu teme                            | Severen                    |                 |
| 1988 | Prenesite strelivo                    | Jesse Wilkes               |                 |
| 1989 | Nazaj nazaj                           | Bo Brand                   |                 |
| 1991 | Tema zaostalost                       | Gus                        |                 |
| 1993 | Monolith                              | Tucker                     |                 |
| 1994 | Prihodnji šok                         | Vince                      |                 |
| 1996 | Twister                               | Bill "The Extreme" Harding |                 |
| 1997 | Titanic                               | Brock Lovett               |                 |
| 2000 | U-571                                 | Poveljnik Mike Dahlgren    |                 |
| 2005 | Največja igra, ki je bila kdaj igrana | Direktor                   |                 |
| 2007 | Dobro življenje                       | Robbie                     |                 |
| 2011 | Tornado Alley                         | Pripovedovalec             |                 |
| 2013 | Rdeče krilo                           | Jim Verret                 |                 |
| 2015 | Pixies                                | Eddie Beck                 |                 |